# Neppersreuth
Neppersreuth (fränkisch: Näbasch-raid) ist ein Gemeindeteil der Gemeinde Kammerstein im Landkreis Roth (Mittelfranken, Bayern). Neppersreuth liegt in der Gemarkung Günzersreuth.

## Geografie
Das Dorf bildet mit dem nördlich gelegenen Kammerstein eine geschlossene Siedlung. Im Süden liegen das Lauchsenholz und der Spitalwald, im Südosten der Eichelgarten und im Nordosten das Waldgebiet Hölle. Eine Gemeindeverbindungsstraße führt nach Kammerstein zur Kreisstraße RH 4 (0,5 km nördlich) und zur RH 4 (0,8 km südwestlich).

## Geschichte
Im Jahre 1340 wurde der Ort als „Niprestruͤte“ erstmals urkundlich erwähnt. Der Ortsname hat als Bestimmungswort den Personennamen des Gründers Nīdbreht und als Grundwort -reuth, d. h. Zur Rodung des Nīdbreht. Im 13. Jahrhundert bestand der Ort wahrscheinlich aus 7 Ganzhöfen. Im burggräflichen Urbar des Amtes Schwabach von 1360 wurde der Ort als „Nepperszrewet“ erwähnt. Im Salbuch von 1410 wurden 2 Gütlein und 1 Seldengut angegeben. Der Eintrag für den Ort ist allerdings unvollständig. Im markgräflichen Salbuch des Amtes Schwabach von 1434 wurden für den Ort 7 Seldengüter angegeben. 1530 unterstanden dem Kastenamt Schwabach 4 Anwesen (2 Höfe, 2 Güter). 1732 gab es laut den Oberamtsbeschreibungen von Johann Georg Vetter in Neppersreuth 5 Anwesen.
Auch gegen Ende des 18. Jahrhunderts gab es in Neppersreuth 5 Anwesen (2 Ganzhöfe, 2 Köblergüter, 1 Leerhaus) und ein Gemeindehirtenhaus. Das Hochgericht übte das brandenburg-ansbachische Oberamt Schwabach aus. Die Dorf- und Gemeindeherrschaft sowie die Grundherrschaft über alle Anwesen hatte das Kastenamt Schwabach. Von 1797 bis 1808 unterstand der Ort dem Justiz- und Kammeramt Schwabach. 1800 gab es im Ort weiterhin 5 Anwesen.
Im Rahmen des Gemeindeedikts wurde 1808 Neppersreuth dem Steuerdistrikt Günzersreuth und der 1818 gebildeten Ruralgemeinde Günzersreuth zugeordnet. Am 1. Januar 1972 wurde Neppersreuth im Zuge der Gebietsreform in Bayern nach Kammerstein eingegliedert.

## Einwohnerentwicklung
| Jahr      | 001818 | 001840 | 001861 | 001871 | 001885 | 001900 | 001925 | 001950 | 001961 | 001970 | 001987 |
| Einwohner | 45     | 53     | 83     | 71     | 78     | 83     | 66     | 74     | 107    | 118    | 140    |
| Häuser    | 9      | 9      |        |        | 14     | 14     | 13     | 16     | 21     |        | 37     |
| Quelle    | [ 15 ] | [ 16 ] | [ 17 ] | [ 18 ] | [ 19 ] | [ 20 ] | [ 21 ] | [ 22 ] | [ 23 ] | [ 24 ] | [ 25 ] |

## Religion
Der Ort ist seit der Reformation evangelisch-lutherisch geprägt und bis heute nach St. Georg (Kammerstein) gepfarrt. Die Katholiken waren ursprünglich nach St. Vitus (Veitsaurach) gepfarrt, heute ist die Pfarrei St. Sebald (Schwabach) zuständig.